# Kashechewan Airport
Kashechewan Airport (franska: Aéroport de Kashechewan) är en flygplats i Kanada.   Den ligger i provinsen Ontario, i den östra delen av landet, 900 km nordväst om huvudstaden Ottawa. Kashechewan Airport ligger 7 meter över havet.
Terrängen runt Kashechewan Airport är mycket platt. Trakten runt Kashechewan Airport är nära nog obefolkad, med mindre än två invånare per kvadratkilometer.. Närmaste större samhälle är Fort Albany, 9,2 km söder om Kashechewan Airport. 